# さよなら、フーテン人生〜フーテン達が自分を変える720時間山ごもり〜
さよなら、フーテン人生〜フーテン達が自分を変える720時間山ごもり〜（さよならフーテンじんせいフーテンたちがじぶんをかえるななひゃくじゅうじかんやまごもり）は、日本テレビで2016年10月19日から12月7日まで、毎週水曜1:29 - 1:59（火曜深夜。JST、以下略）に放送していたドキュメントバラエティ番組である。12月20日23:59 - 翌0:54（プラチナイト枠）にて全国ネットで特別番組を放送した。

## 番組概要
世の中でキチンと生活していくことがままならないフーテンな男女6名がダメな自分と決別するため720時間の山ごもり生活に挑戦。共同生活の様子にカメラが密着し人間模様を描くリアルドキュメンタリー。フーテン達の内面を改善させるため様々なプログラム・課題が用意される。

## 出演

### 番組ナビゲーター
- 藤岡弘

### 参加者
- 石橋琴
- 加藤聖
- 小平大智
- 清十郎
- 園田高志
- 三宿菜々

## スタッフ
- ナレーション：内田彩
- 企画・演出：藤井良記
- 構成：西秀進、竹村武司、森本雅也（森本→特番のみ）
- TM：木村博靖（木村→特番のみ）
- 美術プロデューサー：牧野沙和（牧野→特番のみ）
- 編集：宮島洋介、平池優太
- MA：直江泰輔
- 音効：高取謙（Thee BLUEBEAT）
- リサーチ：飯田美子、宮沢恵里奈
- TK：春日千佳子
- デスク：髙桑繭子
- アシスタントディレクター：中村望美、横山優花、牟田大喜
- ディレクター：吉田直也、河田紘輝、山本祥太
- チーフディレクター：今泉哲也
- プロデューサー：倉田忠明、常盤吉弘、菅原めぐみ
- チーフプロデューサー：糸井聖一
- 技術協力：NiTRo、ヌーベルバーグ、ジャパンテレビ、ESPAClO、ヌーベルアージュ
- 美術協力：日本テレビアート
- 制作協力：SION
- 製作著作：日テレ